# Pratt & Whitney R-1535
Pratt & Whitney R-1535 Twin Wasp Junior byl motor používaný v amerických letadlech v 30. letech 20. století. Motor byl poprvé představen v roce 1932 jako 14válcová verze 9válcového motoru R-985. Byl to dvouřadý, vzduchem chlazený hvězdicový motor. Zdvihový objem motoru činil 25,153 l, vrtání i zdvih pístů byl 131,8 mm.

## Varianty
- R-1535-11 – 750 hp (559 kW)
- R-1535-13 – 750 hp (559 kW), 825 hp (615 kW)
- R-1535-44 – 625 hp (466 kW)
- R-1535-72 – 650 hp (485 kW)
- R-1535-94 – 825 hp (615 kW)
- R-1535-96 – 825 hp (615 kW)
- R-1535-98 – 700 hp (521 kW)
- R-1535-SB4-G – 825 hp (615 kW)

## Použití
Motor byl používán u následujících letounů:
- Bellanca 28-70
- Breguet 695
- Curtiss SBC-3 Helldiver
- Douglas O-46
- Fokker D.XXI (Finská licenční verze.)
- Grumman F2F
- Hughes H-1 Racer
- Miles Master
- Northrop A-17
- Northrop BT
- Vought SBU Corsair
- Vought SB2U Vindicator

## Specifikace (R-1535-SB4-G)
Data pocházejí z ruské publikace "Letecké motory vojenských vzdušných sil cizích států".

### Technické údaje
- Typ: čtrnáctiválcový dvouhvězdicový přeplňovaný vzduchem chlazený motor
- Vrtání: 131,762 mm
- Zdvih: 131,762 mm
- Zdvihový objem: 25,153 l
- Průměr: 1,120,77 m
- Délka: 1,353,06 m
- Hmotnost: 493,05 kg

### Součásti motoru
- Ventilový rozvod: OHV (jeden sací a jeden výfukový ventil na každý válec)
- Kompresor (dmychadlo): jednorychlostní jednostupňový odstředivý kompresor, hnaný ozubenými koly od klikového hřídele (převod 1÷11)
- Palivo: letecký benzín, 87 oktanů
- Chlazení: vzduchem
- Převod reduktoru vrtule: 4÷3

### Výkony
- Výkon: 825 hp (615 kW) při 2 625 otáčkách za minutu při vzletu
- Poměr výkonu a zdvihového objemu: 24,45 kW/l
- Kompresní poměr: 6,75:1
- Specifická spotřeba paliva: 295 g/kWh
- Spotřeba oleje: 15 g/kWh
- Poměr výkonu a hmotnosti: 1,25 kW/kg